# 중국의 위구르족 박해
중국의 위구르족 박해, 위구르족 집단학살(Uyghur genocide) 또는 위구르족 민족말살(维吾尔族种族灭绝)은 중화인민공화국이 위구르족을 박해하기 위해 저지르고 있는 민족 박해, 민족말살 정책이다. 1백만명 이상의 위구르족을 신장 재교육 캠프에 가두었으며 위구르족의 출생을 방지하고, 문화를 말살하는 작업이 진행되고 있다. 집단학살 또는 인도에 반한 죄로 비난받고 있다.

## 같이 보기
- 시진핑 신시대 중국 특색 사회주의 사상
- 미얀마의 로힝야족 박해